# Śródlesie (województwo śląskie)
Śródlesie (niem. Mittenwald) – osada leśna w Polsce położona w województwie śląskim, w powiecie lublinieckim, w gminie Kochanowice.